# Calle 116–Universidad de Columbia (línea de la Séptima Avenida–Broadway)
Calle 116–Universidad de Columbia es una estación en la línea de la Séptima Avenida-Broadway del Metro de Nueva York. Debe su nombre a la Universidad de Columbia. La estación se encuentra localizada en Harlem, Manhattan entre Broadway y la Calle 116. Los trenes de la línea 1 prestan servicios en esta estación, durante las 24 horas.

## Historia
Hasta la década de 1960, el ingreso a la estación se ubicaba en el cantero central de la avenida Broadway, y se utilizaba una estructura muy similar a la encontrada en la estación de la Calle 72. Luego de las reformas realizadas en la década de 1960, las entradas a la estación están en las veredas de la avenida.
En 2004, la estación fue registrada en el Registro Nacional de Lugares Históricos.

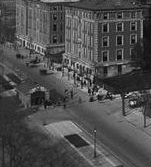
El ingreso ubicado en el centro de la avenida.
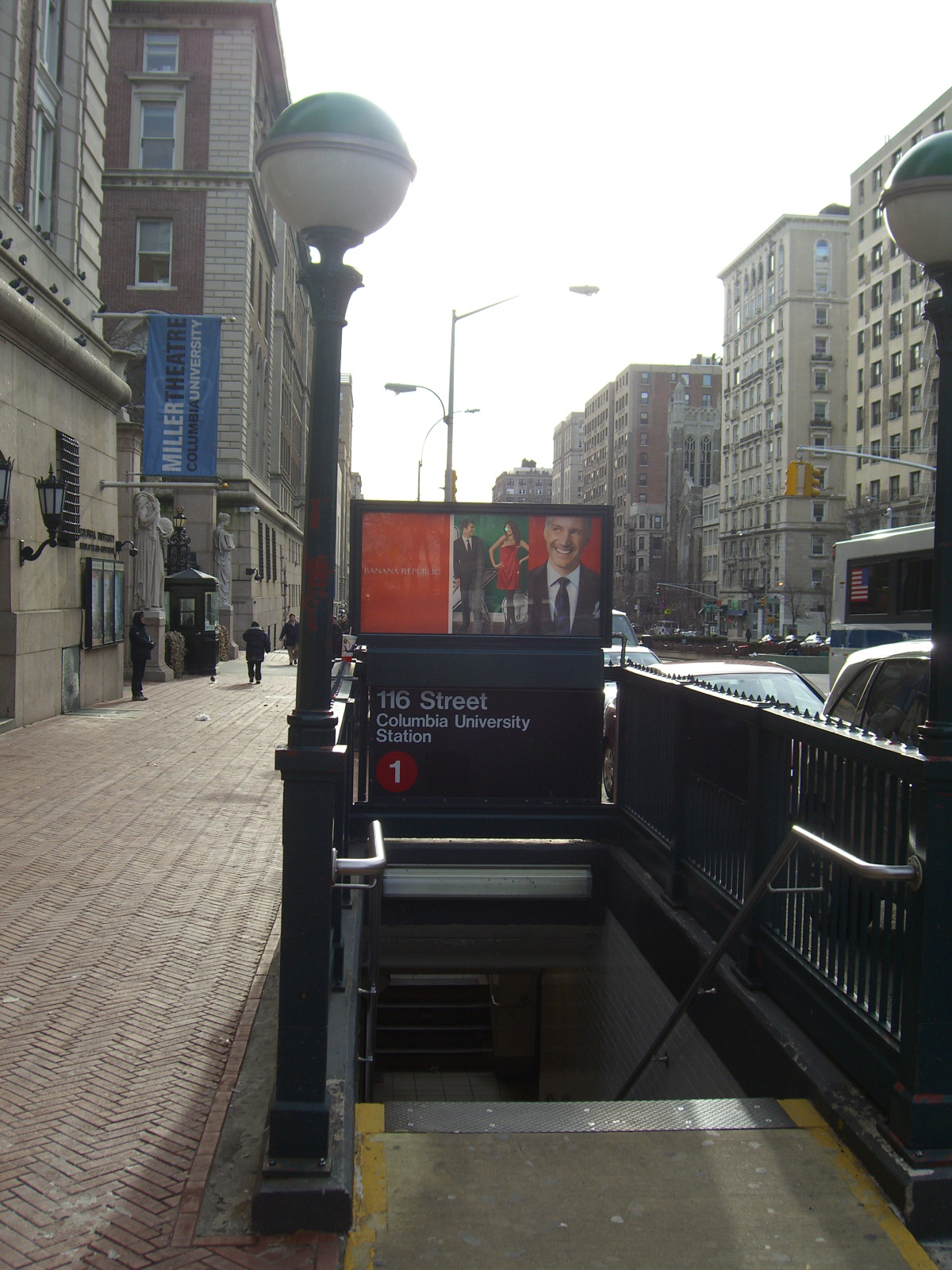
Las entradas, luego de la reforma.
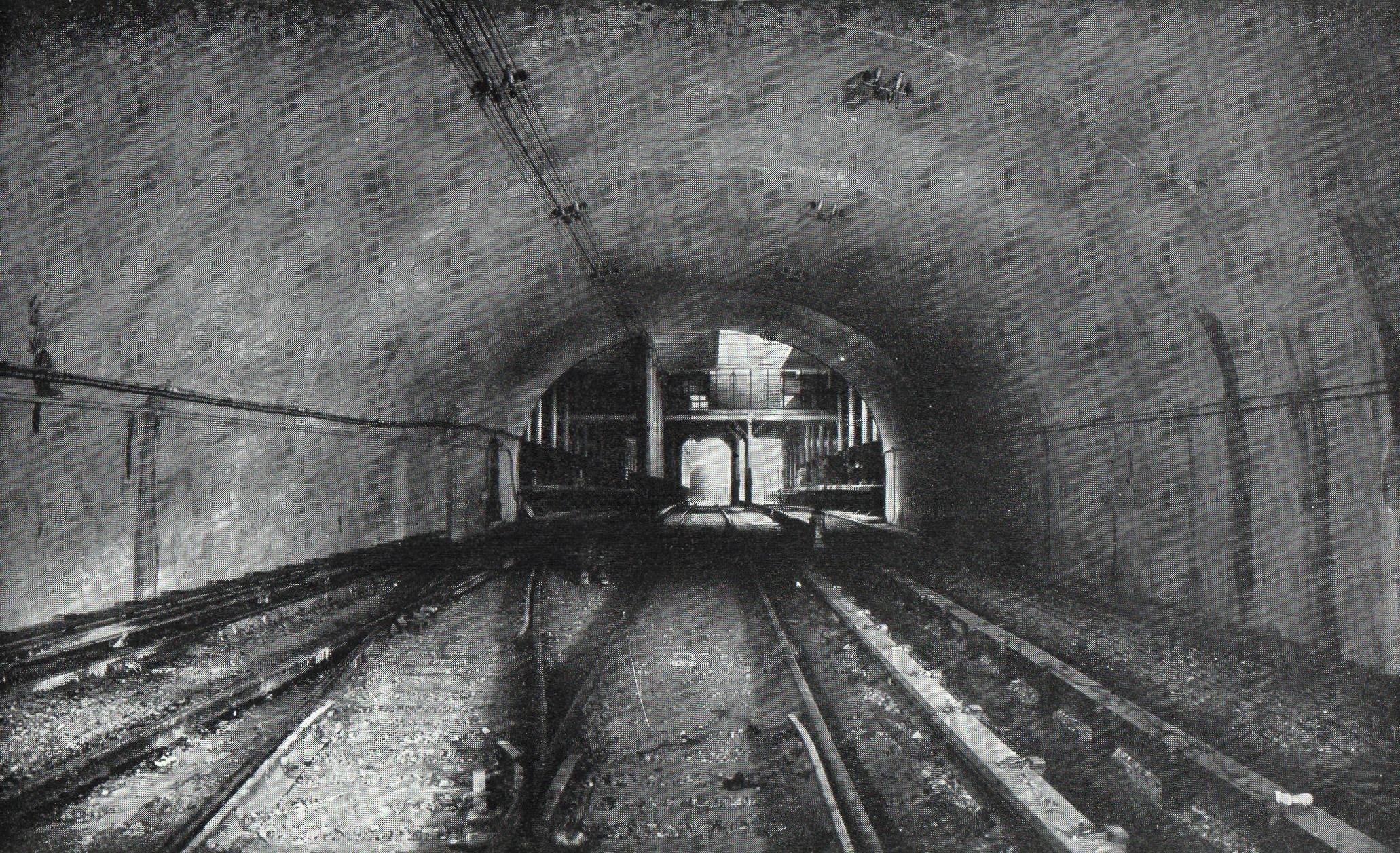
La estación vista desde el túnel, en 1920.